# 夏雲
夏雲（？—？），山東沂水县人，明朝政治人物，同进士出身。

## 生平
洪武二十七年（1394年）甲戌科进士，授监察御史。